# Festival Internacional de Cinema de Sant Sebastià 1994
La 42a edició del Festival Internacional de Cinema de Sant Sebastià va tenir lloc entre el 15 i el 24 de setembre de 1994. El Festival s'ha consolidat a la màxima categoria A (festival competitiu no especialitzat) de la FIAPF.

## Desenvolupament
El festival es va inaugurar el dia 15 de setembre de 1994 amb el mateix equip directiu que l'any anterior, la gala fou presentada per Teresa Gimpera i Fernando Guillén Cuervo i va gaudir de la presència de Penelope Ann Miller, Quentin Tarantino, Francesca Neri i Greta Scacchi, entre d'altres. Es va fer un recordatori al crític de cinema José Luis Guarner i es va inaugurar amb la projecció fora de concurs de The Shadow. En la cerimònia de clausura es projectaria La Femme et le Pantin, pel·lícula francesa del 1929 protagonitzada per la donostiarra Conchita Montenegro i recentment restaurada per la Cinémathèque Française. Aquesta seria una de les vuit pel·lícules recuperades pels la Cinémathèque exhibides al festival, com Ramuntcho de René Barberis. El dia 16 es van projectar Todo es mentira i Hasenjagd – Vor lauter Feigheit gibt es kein Erbarmen. El dia 17 es van projectar La Partie d'échecs i Shallow Grave de la secció oficial, així com Les aventures de Priscilla fora de concurs i Malson abans de Nadal en la Zabaltegi. El dia 18 Días contados i Mon amie Max i el 19 The Beans of Egypt, Mayne i Wiederkehr, així com Tres colors: Vermell, alhora que visitava el festival Rutger Hauer.
El 20 es projectaren Pào dǎ shuāng dēng i Fado, majeur et mineur,i com a sorpresa Llop, que no estava programada. Va visitar el festival Mickey Rooney i es va presentar un llibre d'homenatge a José Luis Guarner, Autoretrato del cronista. El 21 es projectaren Scenes from the New World i Hollywood Kid Eu Saengae a la secció oficial i La reina de la noche a al Zabaltegi. El 22 es van projectar El detective y la muerte i Antareen a la secció oficial i Senza pelle a la de nous realitzadors, i va visitar el festival Anna Galiena. El 23 es van projectar Second Best i Alciz Shurek/Coeur fragile i van visitar el festival William Hurt, James Coburn, Bernardo Bertolucci i Lana Turner. El 25 es van entregar els premis.

## Jurat oficial
- Karl Baumgartner
- Francisco J. Lombardi
- Julio Medem
- Francesca Neri
- Arturo Ripstein
- Jean Saint-Geours
- Robert Wise

## Pel·lícules exhibides

### Secció oficial
- Alciz Shurek/Coeur fragile d'Ermek Shynarbaev[14]
- Antareen de Mrinal Sen
- Clear and Present Danger de Phillip Noyce (fora de concurs)
- Días contados d'Imanol Uribe
- El detective y la muerte de Gonzalo Suárez
- Fado, majeur et mineur de Raúl Ruiz
- Hollywood Kid Eu Saengae de Chung Ji-young
- La Femme et le Pantin de Jacques de Baroncelli (fora de concurs)
- La Partie d'échecs d'Yves Hanchar
- Mon amie Max de Michel Brault
- Pào dǎ shuāng dēng de He Ping
- Scenes from the New World de Gordon Eriksen i Heather Johnston
- Second Best de Chris Menges
- Shallow Grave de Danny Boyle
- Les aventures de Priscilla de Stephan Elliott (fora de concurs)
- The Beans of Egypt, Mayne de Jennifer Warren
- The Shadow de Russell Mulcahy (fora de concurs)
- Todo es mentira d'Álvaro Fernández Armero
- Hasenjagd – Vor lauter Feigheit gibt es kein Erbarmen d'Andreas Gruber
- Wiederkehr de Silvana Abbrescia-Rath

### Zabaltegi (zona oberta)
- 3000 scénarios contre un virus per Cédric Klapisch i altres
- Despues de tantos años de Ricardo Franco
- Yǐn shí nán nǚ d'Ang Lee
- Equipaje, lista de espera, pasaporte, souvenir de Félix Cábez
- Frankenweenie de Tim Burton
- Hatta ishaar akhar de Rashid Masharawi
- Hoop Dreams de Peter Gilbert, Steve James i Fred Marx
- To Live (Huozhe) de Zhang Yimou
- Killing Zoe de Roger Avary
- La reina de la noche d'Arturo Ripstein
- Las maravillosas curas del Doctor Asuero de Nemesio Manuel Sobrevila
- Els patriotes d'Éric Rochant
- Los cinco Faust de F.W. Murnau de Luciano Berriatua
- Maries Lied de Niko Brücher
- Mina Tannenbaum de Martine Dugowson
- La boda de Muriel de P. J. Hogan
- Malson abans de Nadal de Henry Selick
- Once were warriors de Lee Tamahori
- Pulp Fiction de Quentin Tarantino
- Sin compasión de Francisco J. Lombardi
- Tres colors: Blanc de Krzysztof Kieślowski
- Tres colors: Blau de Krzysztof Kieślowski
- Tres colors: Vermell de Krzysztof Kieślowski
- Verhängnis de Fred Kelemen
- Vincent de Tim Burton

### Zabaltegi (Nous realitzadors)
- ...And the Earth Did Not Swallow Him de Severo Pérez
- Ailsa de Paddy Breathnach
- Clerks de Kevin Smith
- Dame lume d'Héctor Carré Menéndez
- El silencio de Neto de Luis Argueta
- Hasta morir de Fernando Sariñana
- Samt el qusur/Les Silences du palais de Moufida Tlatli
- Maniaci sentimentali de Simona Izzo
- Pevnost de Drahomíra Vihanová
- Pumans datter d'Åsa Faringer i Ulf Hultberg
- Senza pelle d'Alessandro D'Alatri
- Spanking the Monkey de David O. Russell

### Retrospectives
Les retrospectives d'aquest any són: una dedicada a William Dieterle, "Els millors 100 anys (i 2): l'aventura europea" i un altre dedicat a John Sayles.

## Palmarès
Els premis atorgats en aquesta edició foren:
- Conquilla d'Or a la millor pel·lícula (200.000 ecus): Días contados d'Imanol Uribe
- Premi Especial del Jurat: 
  - Hasenjagd – Vor lauter Feigheit gibt es kein Erbarmen d'Andreas Gruber 
  - Second Best de Chris Menges
- Menció especial del Jurat: 
  - Alciz Shurek/Coeur fragile d'Ermek Shynarbaev  
  - Pào dǎ shuāng dēng de He Ping
- Conquilla de Plata al millor director: Danny Boyle per Shallow Grave
- Conquilla de Plata a la millor actriu: Ning Jing per Pào dǎ shuāng dēng de He Ping
- Conquilla de Plata al millor actor: Javier Bardem, per 'Días contados d'Imanol Uribe i El detective y la muerte de Gonzalo Suárez
- Premi Euskalmedia per Nous Realitzadors (45.000 dòlars): Ailsa de Paddy Breathnach
- Premi Donostia: Lana Turner